# Моск'яно
Моск'яно (італ. Moschiano) — муніципалітет в Італії, у регіоні Кампанія,  провінція Авелліно.
Моск'яно розташований на відстані близько 220 км на південний схід від Рима, 36 км на схід від Неаполя, 12 км на південний захід від Авелліно.
Населення — 1670 осіб (2014).

## Демографія
Населення за роками:

Станом на 1 січня 2023 року в муніципалітеті офіційно проживало 49 іноземців з 8 країн, серед них 24 громадяни країн Євросоюзу.

## Сусідні муніципалітети
- Форино
- Лауро
- Монтефорте-Ірпіно
- Куїндічі
- Таурано